# Comuni di Saint-Pierre e Miquelon
La collettività d'oltremare di Saint-Pierre e Miquelon è divisa in due comuni, che corrispondono alle due isole principali dell'arcipelago.

## Comuni
| Nome              | Codice postale | Codice INSEE | Superficie (km²) | Popolazione (1999) | Densità (ab./km²) |
| ----------------- | -------------- | ------------ | ---------------- | ------------------ | ----------------- |
| Miquelon-Langlade | 97500          | 97501        | 205              | 698                | 3                 |
| Saint-Pierre      | 97500          | 97502        | 25               | 5 618              | 225               |

Fino al 1963 esisteva anche un terzo comune, Île aux Marins, sull'omonimo isolotto. Il suo territorio fa ora parte del comune di Saint-Pierre.

## Geografia
Il comune di Miquelon-Langlade comprende:
- l'isola di Miquelon (chiamata anche Grande-Miquelon) a nord, l'isola più grande dell'arcipelago, in cui sono situati il villaggio e il porticciolo di Miquelon;
- l'isola di Langlade (chiamata anche Petite-Miquelon) a sud, in cui è situato il borgo di Langlade, attualmente non abitato in modo permanente;
- l'isola du Cap (disabitata);
- le isole di Miquelon e Langlade sono collegate dal XVIII secolo da un istmo sabbioso (sul quale è stata costruita una strada, talvolta sommersa in caso di tempesta);

Il comune di Saint-Pierre comprende, oltre all'isola omonima, numerosi isolotti disabitati:
- l'isola del Grand Colombier, a nord dell'isola Saint-Pierre;
- l'île aux Marins, una lunga striscia di terra a ovest con alcune residenze temporanee;
- l'Île aux Pigeons, a nord-ovest dell'île aux Marins;
- l'Île aux Vainqueurs, a nord dell'Île aux Marins;
- non è riconosciuta la sovranità francese sull'île Verte, un isolotto disabitato sito a nord-est, al limite fra la zona economica di pertinenza francese e quella canadese di Terranova.

## Urbanismo
La quasi totalità della popolazione dell'arcipelago vive sull'île de Saint-Pierre, in una cittadina che porta il medesimo nome. Miquelon, a nord dell'île de Miquelon, è il solo villaggio del comune di Miquelon-Langlade; l'île de Langlade nel 1999 contava solo un abitante permanente, essendo la maggior parte delle abitazioni adibita a seconda casa.